# Médaille Thomas Ranken Lyle
La médaille Thomas Ranken Lyle est une distinction scientifique décernée au plus tous les deux ans par l'Académie australienne des sciences.

## Histoire
La médaille Thomas Ranken Lyle est décernée à un mathématicien ou un physicien pour distinguer des travaux remarquables en matière de recherche. Cette récompense commémore Thomas Ranken Lyle (en), un physicien mathématique irlandais devenu professeur à l'université de Melbourne. Elle se présente sous la forme d'une médaille de bronze portant le dessin de la tête de Thomas Lyle, sculptée par Rayner Hoff.
La médaille a été fondée par l'Australian National Research Council (ANRC) en 1932, et attribuée pour la première fois en 1935,. Lors de la création de l'Académie australienne des sciences en 1954, celle-ci a pris en charge les activités de l'ANRC, y compris l'administration de la médaille.

## Lauréats
- 1935 : John Raymond Wilton (en) [3]

- 1941 : G.H. Briggs[5] et Thomas Gerald Room (en)[5],[6]

- 1947 : John Conrad Jaeger (en) et David Forbes Martyn (en)[7] pour ses recherches sur les marées atmosphériques[8]

- 1949 : Keith Bullen
- 1951 : Thomas MacFarland Cherry (en)
- 1953 : Joseph Lade Pawsey[9]

- 1957 : Bernard Mills (en)

- 1959 : Eric Barnes[10]

- 1961 : Henry Oliver Lancaster

- 1963 : Graeme Reade Anthony Ellis et Patrick Moran[11]

- 1966 : Stuart Thomas Butler (en) : théorie de la réaction nucléaire, physique du plasma et marées atmosphériques[12]

- 1968 : George Szekeres pour "un large éventail de disciplines mathématiques" dont l'itération fractionnelle de fonctions, le calcul numérique d'une intégrale, la théorie des graphes et la cinématique relativiste[13]

- 1970 : Robert Hanbury Brown
- 1972 : Hans Buchdahl (en)
- 1975 : John Paul Wild, pour ses travaux sur la radioastronomie du soleil[14]

- 1977 : Kurt Mahler, théorie des nombres[15]

- 1979 : Edward J. Hannan, statistique des processus stationnaires[16]

- 1981 : John R. Philip (en) et D.W. Robinson
- 1983 : Rodney James Baxter
- 1985 : Allan Snyder (en)
- 1987 : Donald Melrose (en)
- 1989 : Robert Delbourgo (en) et Peter Gavin Hall
- 1991 : Bruce H.J. McKellar (en)
- 1993 : Neville Horner Fletcher et Erich Weigold
- 1995 : Chris Heyde, pour ses travaux sur la théorie de la limite de martingale[17]

- 1997 : Anthony William Thomas (en) pour ses travaux sur les quarks et la structure du nucléon[18]
- 1999 : Ernie Tuck (en)
- 2001 : Ian Sloan
- 2003 : George Dracoulis, pour ses travaux sur la structure nucléaire [19]

- 2005 : Anthony J. Guttmann[20]

- 2007 : Yuri Kivshar (en), pour ses travaux sur l'optique non-linéaire[21]
- 2009 : Victor V. Flambaum (unified field theory, parity violations, fundamental constants)[22]
- 2011 : James Stanislaus Williams[23]
- 2013 : Cheryl Praeger[24]
- 2015 : Michelle Simmons
- 2017 : Joss Bland-Hawthorn, pour avoir fondé les champs de l'archéologie galactique et de l'astrophotonique[25]
- 2019 : Chennupati Jagadish (en), pour ses travaux en physique des semiconducteurs[26].
- 2021 : David McClelland (en), pour la détection des ondes gravitationnelles.